# 陈应功
陈应功（?—978年或979年），五代十国后期平海军泉州莆田县人。
弱冠时，以忠义勉励自己。北宋太平兴国初年，平海军节度使陈洪进仍割据泉、漳二州，陈应功拜访陈洪进，向他讲述古今天下分合的缘由，劝他归降宋朝。太平兴国三年（978年）四月，陈洪进最终纳土归宋。同年底，仙游县游洋洞人林居裔在游洋洞附近的百丈镇发动农民起义，陈应功到官军里，请求担任先锋；不久，在战争中被起义军杀死。